# Tron Łaski (obraz Lorenza Maaßa)
Trójca Łaski – obraz namalowany w 1625 roku przez Lorenza Maaßa, znajduje się w ołtarzu głównym kościoła św. Krzyża w Braniewie.

## Twórca obrazu
Autorem obrazu jest mieszkaniec Braniewa, Lorenz (Lorentz, Laurentius) Maaß (zm. 1658). Maaß w 1630 roku otrzymał obywatelstwo Starego Miasta Braniewa, od 1637 sprawował liczne urzędy w magistracie, m.in. jako członek gminy miejskiej w Braniewie, poborca cła palowego, rajca, kamlarz i asesor sądowy oraz prowizor kościoła parafialnego św. Katarzyny. Jego żoną była Katarzyna z domu Wichmann, córka uznanego wieloletniego burmistrza Braniewa Szymona Wichmanna, który wniósł duże zasługi podczas obrony miasta przed atakiem szwedzkim w 1626 roku. Lorenz Maaß należał do cechu kupców i browarników. Swoim testamentem z dnia 24 lipca 1658 utworzył fundację – szpital przy ul. Langgasse – głównej ulicy Starego Miasta (ob. ul. Gdańska), przeznaczony dla dziesięciu ubogich wdów, który istniał do 1849 roku.

## Historia obrazu

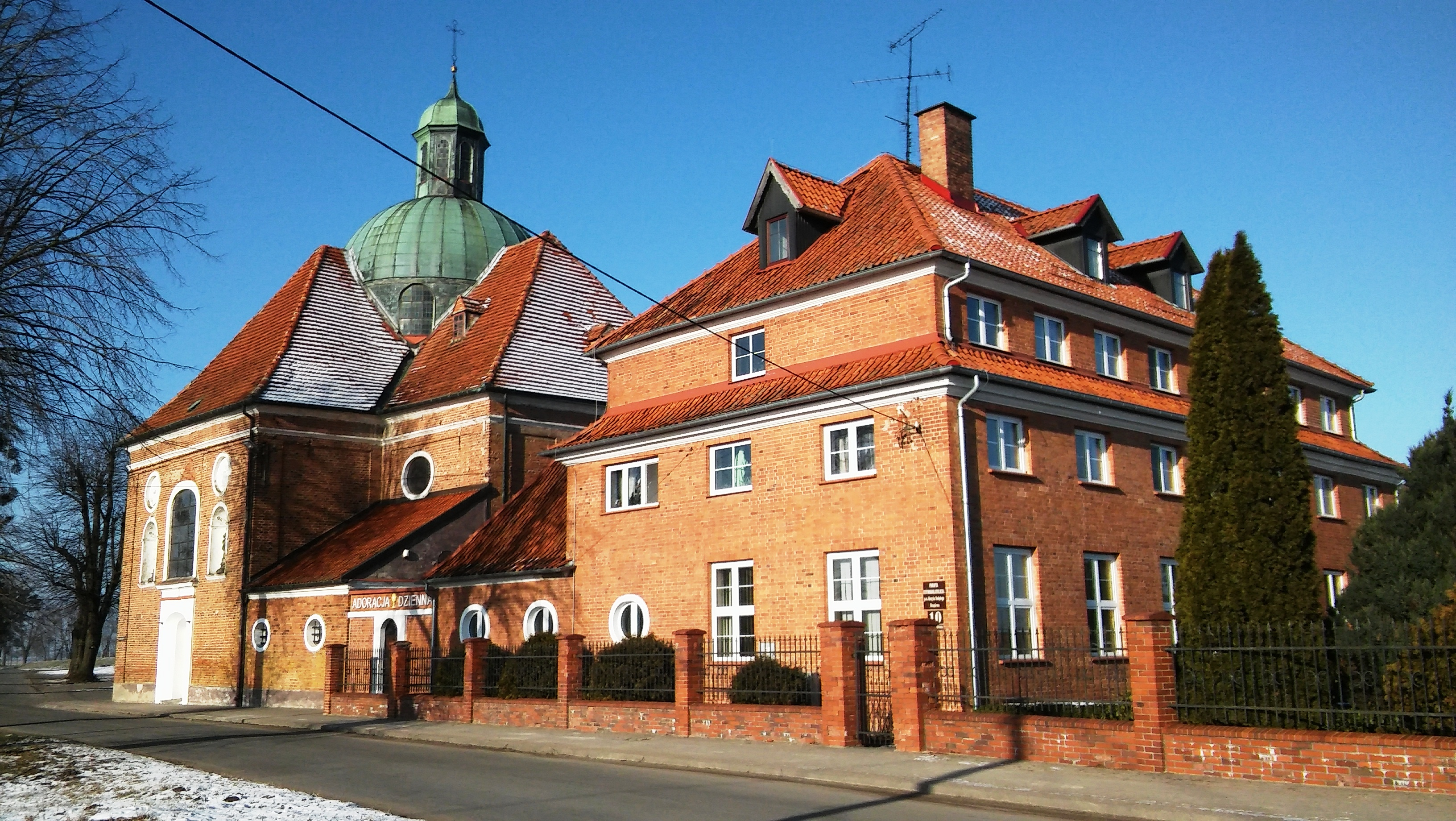
Kościół św. Krzyża w Braniewie, w którym umieszczony jest obraz

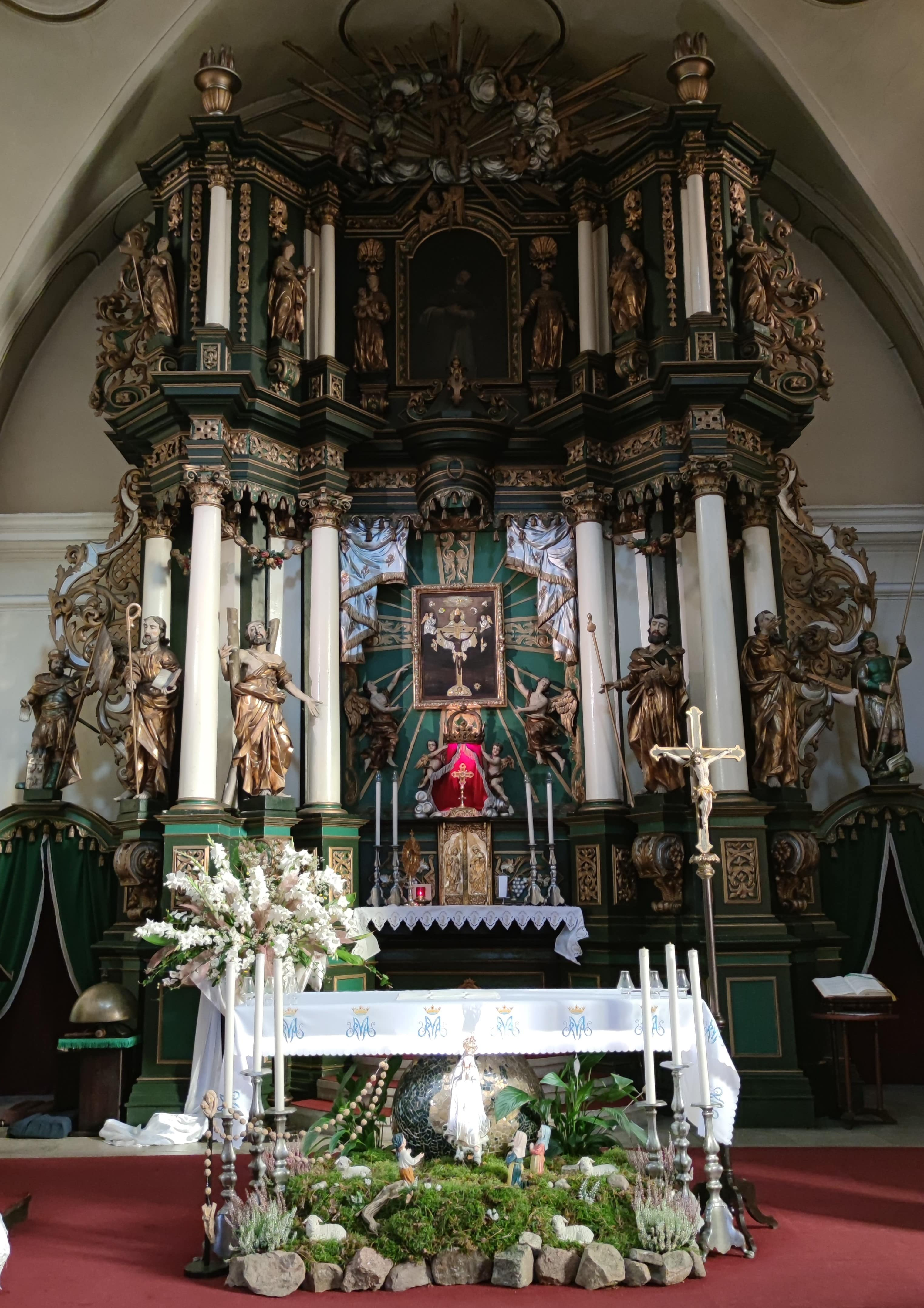
Centralne umieszczenie obrazu w ołtarzu głównym

Obraz Tron Łaski jest datowany na 1625 rok (posiada sygnaturę w prawym dolnym rogu). Jego autorstwo przypisywane jest braniewskiemu rajcy i starszemu cechu złotników i kramarzy, Lorenzowi Maaß. Przepuszcza się, iż mógł upamiętniać jakieś wydarzenie lub było to wotum osoby prywatnej lub małej zbiorowości (być może szyprów), gdyż został zawieszony na wysokości 10 łokci na dębie rosnącym poza miastem przy drodze do Nowej Pasłęki, nieopodal ścieżki holowniczej (treideldamm), w pobliżu ujścia Czerwonego Rowu do Pasłęki. Być może była to inicjatywa jezuitów, gdyż do nich należał przyległy teren.
10 lipca 1626 miał miejsce atak wojsk szwedzkiego króla Gustawa na Braniewo (wojna polsko-szwedzka 1626–1629). Jeden z patroli, złożony z trzech rajtarów, dostrzegł wiszący obraz i żołnierze zaczęli do niego strzelać. Żołnierze szwedzcy przestrzelili obraz w trzech miejscach. Z otworów zaczęła wypływać ciemna ciecz podobna do krwi. Wieść o tym cudzie błyskawicznie rozeszła się wśród okolicznej ludności. Gdy o zdarzeniu dowiedział się stacjonujący właśnie w pobliskich Rogitach królewicz Władysław (późniejszy król Polski, Władysław IV), polecił przewieźć obraz do polskiego obozu, a następnie odesłał go do Warszawy. Tam obraz Trójcy Świętej przez następne 40 lat znajdował się w kaplicy królewskiej i tylko raz do roku, z okazji Bożego Ciała, wystawiany był na widok publiczny.
Po zakończeniu wojny szwedzkiej jezuici rozpoczęli budowę świątyni przy miejscu cudu. Podczas jej budowy zakonnicy dowiedzieli się o dalszych losach obrazu i rozpoczęli starania o jego odzyskanie. W tym celu zwrócili się z prośbą o pomoc do byłego kanonika warmińskiego Tomasza Ujejskiego, wówczas biskupa kijowskiego, który nie mogąc objąć władzy na Ukrainie, ciągle przebywał we Fromborku. Biskup Ujejski miał duże wpływy w kręgach rodziny królewskiej i dzięki jego staraniom udało się obraz, po 46 latach, odzyskać. Przez pewien czas jeszcze znajdował się w zamku biskupów w Lidzbarku Warmińskim, nim przewieziono go w pielgrzymce do Braniewa. W czasie peregrynacji odwiedził również Dobre Miasto, Ornetę i Pieniężno i w dniu 12 października 1672 roku został uroczyście wprowadzony do nowo zbudowanej drewnianej kaplicy w Braniewie. Kaplica ta niedługo potem spłonęła w pożarze spowodowanym uderzeniem pioruna. Gdy wybudowany w tym miejscu drewniany kościółek spotkał taki sam los, jezuici pod przewodnictwem biskupa warmińskiego postanowili zbudować murowany kościół, który przetrwał do czasów współczesnych. Podczas II wojny światowej obraz raz jeszcze musiał opuścić mury świątyni. Gdy w 1945 do Braniewa zbliżali się Rosjanie, redemptoryści postanowili ewakuować się z zamykającego się okrążenia miasta przez Armię Czerwoną. Cenny obraz został ukryty w szybie wentylacyjnym przy piecu kościoła. Wkrótce po zakończeniu działań wojennych, 19 maja 1945 jeden z redemptorystów, ojciec Max Casper powrócił do Braniewa. Odszukał obraz i zabrał go z opuszczonego klasztoru na uboczu miasta w bezpieczniejsze miejsce – do nowomiejskiego kościółka w centrum miasta. 22 marca 1946 roku przybyli do Braniewa i przejęli kościół i klasztor polscy redemptoryści, nieznacznie zniszczoną świątynię szybko uporządkowano. W kwietniu 1946 w uroczystej procesji przeniesiony został obraz z kościoła Świętej Trójcy na swoje miejsce do kościoła św. Krzyża.
W tym kościele – pw. św. Krzyża – obraz znajduje się do dziś, wisząc w ołtarzu głównym. Konserwację obrazu przeprowadzono w 1968 i w 2000 roku. Potwierdzono wówczas obecność w drewnie trzech otworów, o wielkości odpowiadającej kalibrowi broni używanej w czasach, w których to zdarzenie miało miejsce.

## Przedstawienie
Tron Łaski to przedstawienie ikonograficzne ukazujące Trójcę Świętą. Najczęściej interpretuje się je jako symbol wywyższenia Chrystusa przez Boga. Na obrazie Maaßa widzimy frontalne wyobrażenie Boga Ojca unoszącego krzyż, do którego przybito Chrystusa. Krzyż oparty o Wzgórze Golgota (Golgota to po aramejsku Miejsce Czaszki, stąd trupia czaszka pod krzyżem). Nad nimi unosi się Duch Święty w postaci gołębicy z rozpostartymi skrzydłami, w świetlistych promieniach. Po obu stronach Boga Ojca znajdują się dwa adorujące anioły w pozycji klęczącej oraz księżyc i słońce. Po obu stronach Boga Ojca półpostacie aniołów 4 putta, słońce, księżyc, na dole panorama miasta. Obraz dekorowany 24 małymi koszulkami ze srebra i złoconymi okrywającymi oddzielnie tiarę, płaszcz i aureolę Boga Ojca, krzyż, opaskę biodrową (perizonium), cierniową koronę, nimb Chrystusa, Gołębicę, anioły i putta, słońce i księżyc, a także ślady po szwedzkich kulach. Koszulki zostały wykonane w różnych technikach i różnym czasie (niektóre wykonano w XVII, a część w XVIII wieku).
Na samym dole kompozycji przedstawiono panoramę Braniewa, nad którą rozciągają się ciemne chmury. Obraz jest silnie ściemniały, panorama mało wyraźna. Należy jednak zaznaczyć, iż ta panorama miasta jest starsza o 10 lat od słynnego miedziorytu Paula Stertzela i Conrada Götke z 1635 roku, uznawanego za najstarszy zachowaną panoramę miasta.
Obraz jest wykonany w technice temperowej na desce.